# Hydroeciodes repleta
Hydroeciodes repleta är en fjärilsart som beskrevs av Bird 1911. Hydroeciodes repleta ingår i släktet Hydroeciodes och familjen nattflyn. Inga underarter finns listade i Catalogue of Life.